# Arenipiscis
Arenipiscis westolli là một chi cá da phiến tuyệt chủng. Hóa thạch của nó đã được tìm thấy tại New South Wales, Úc.
Tên chi, có nghĩa là "cá cát", đề cập đến bề mặt da của áo giáp có một kiểu của những vết nứt nhỏ, tạo ra một kết cấu dạng hạt.